# Joumine
Joumine (àrab: جومين, Jūmīn) és una vila de Tunísia, al sud-oest de la governació de Bizerta, situada a uns 65 km de Bizerta. Es troba a les estivacions del Djebel Tabouna, uns 10 km a l'est d'una vila anomenada Bezzina i a la mateixa distància a l'oest de la vila de Sidi N'Sir, que li fa d'estació de ferrocarril. Es troba al mig d'una zona agrícola al nord de la vall del Medjerda, allunyada del turisme de la costa. La ciutat té al tomb dels deu mil habitants i és capçalera d'una delegació amb 36.650 habitants.

## Embassament de Joumine
L'embassament de Joumine es troba al nord-est, més proper a Mateur que a Joumine, ja que de fet pren el nom del Joumine. Té una conca de 418 km² i una capacitat de 100 milions de m³ d'aigua, i fou construït entre 1980 i 1983, entrant en funcionament aquest darrer any.

## Administració
És el centre de la delegació o mutamadiyya homònima, amb codi geogràfic 17 55 (ISO 3166-2:TN-12), dividida en nou sectors o imades:
- Ouled Ghanem (17 55 51)
- Essemman (17 55 52)
- Chenana (17 55 53)
- Tahent (17 55 54)
- Kef Ghrab (17 55 55)
- Berraies (17 55 56)
- Touajnia (17 55 57)
- Bazina (17 55 58)
- Rouaha (17 55 59)

Al mateix temps, des de l'11 de setembre de 2015 forma una municipalitat o baladiyya (codi geogràfic 17 25), constituïda pel decret governamental núm. 2015-1277.